# Thất nghiệp cơ cấu
Thất nghiệp cơ cấu là một hình thức của thất nghiệp  gây ra bởi sự không phù hợp giữa kỹ năng của người lao động trong nền kinh tế có thể đáp ứng và các kỹ năng mà người sử dụng lao động yêu cầu (còn được gọi là khoảng trống kỹ năng). Thất nghiệp cơ cấu thường được gây ra bởi những thay đổi công nghệ, làm cho các kỹ năng làm việc của nhiều công nhân hiện nay bị lỗi thời, và có thể được giải quyết bằng cách cung cấp thông tin tốt hơn cho người lao động bị thất nghiệp cơ cấu hoặc đào tạo lại các nhân viên này để đáp ứng công việc mới đang có nhu cầu cao hơn trong nền kinh tế.
Thất nghiệp cơ cấu là một trong những loại chính của thất nghiệp được phân biệt bởi các nhà kinh tế, bao gồm cả tình trạng thất nghiệp do ma sát, thất nghiệp theo chu kỳ, và thất nghiệp cổ điển.
Bởi vì nó đòi hỏi sự chuyển đi hoặc đào tạo lại, sửa chữa thất nghiệp cơ cấu có thể rất lâu dài và chậm chạp.

## Nguyên nhân và ví dụ
Từ một cá nhân sự phối hợp, cấu trúc những người thất nghiệp có thể là do:
- Không có khả năng chi trả hoặc quyết định không theo đuổi việc học hành hay việc đào tạo nghề nữa
- Lựa chọn một ngành học mà không tạo kỹ năng làm việc với thị trường
- Không có khả năng chi trả cho việc di dời
- Không có khả năng bán một căn nhà (ví dụ do sự sụp đổ của bong bóng bất động sản hoặc của các nền kinh tế địa phương)
- Quyết định không chuyển nơi ở, để ở lại với vợ, chồng, gia đình, bạn bè, vv.

Từ một góc nhìn lớn hơn, có thể có một số lý do cho thất nghiệp cơ cấu cho một số lượng lớn người lao động:
- Sự lỗi thời của công nghệ là cho một số kiến thức chuyên môn trở nên vô dụng. Thí dụ như, sự biến mất của người sắp chữ do sự số hoá của các sản phẩm in.
- Năng suất tăng làm giảm số lượng lao động (với các kỹ năng giống nhau hoặc tương tự) cần thiết để đáp ứng nhu cầu.
- Công nghệ mới làm tăng đáng kể năng suất, nhưng đòi hỏi một số ít công nhân có tay nghề cao. Thí dụ như, Ví dụ, cần ít lao động nông nghiệp hơn khi các công cụ được cơ giới hoá; những công cụ đó cần phải được đào tạo để sử dụng. Thêm một ví dụ phổ biến khác là việc sử dụng robot trong việc tự hoá sản xuất công nghiệp.
- Cạnh tranh gây ra những công việc tương tự để di chuyển đến một địa điểm khác nhau, và công nhân không hoặc không thể làm theo. Thí dụ:
  - Công việc sản xuất tại Hoa Kỳ đã chuyển từ những gì bây giờ được gọi là vành đai gỉ đến những thành phố có chi phí thấp hơn ở miền nam và khu vực nông thôn.
  - Toàn cầu hóa đã làm cho nhiều công việc sản xuất di chuyển từ nước có mức lương cao đến nước có mức lương thấp.
  - Tự do trao đổi các thỏa thuận có thể gây ra việc di chuyển công việc vì thay đổi lợi thế cạnh tranh.

Thay đổi quy mô lớn trong nền kinh tế có thể rất khó khăn. Thí dụ như, nếu có một công ty lớn là người sử dụng lao động duy nhất cho một ngành công nghiệp cho một thành phố cụ thể, thì khi nó đóng của công nhân sẽ không có công ty khác để chuyển tới, hệ thống giáo dục địa phương và chính phủ sẽ phải gánh một gánh nặng là nghiều người cần đào tạo lại công việc cùng một lúc (có thể là các nền kinh tế địa phương không thể tạo ra việc làm mới do giảm nhu cầu tổng thể).
Nhà tuyển dụng cũng có thể từ chối lao động vì lý do không liên quan đến kỹ năng hay địa lý, ví dụ như vậy thất nghiệp cơ cấu cũng có thể là kết quả của phân biệt đối xử.
Trong khi thay đổi tạm thời trong nhu cầu chung về lao động gây ra thất nghiệp theo chu kỳ, thất nghiệp cơ cấu có thể được gây ra bởi những thay đổi tạm thời trong nhu cầu lao động từ các ngành công nghiệp khác nhau. Ví dụ, tỷ lệ thất nghiệp theo mùa thường ảnh hưởng đến nông dân sau khi thu hoạch xong, và người lao động ở thị trấn nghỉ mát sau khi mùa du lịch kết thúc. Các bong bóng dot-com gây ra nhu cầu lớn tạm thời về công nhân công nghệ thông tin, và đột ngột đảo chiều trong năm 2000-2001.

## Sự liên quan với các loại thất nghiệp khác
Thất nghiệp cơ cấu là khó để phân biệt bằng kinh nghiệm với thất nghiệp ma sát, ngoại trừ việc nói rằng nó kéo dài lâu hơn. Như với tình trạng thất nghiệp do ma sát, chỉ bằng việc kích cầu đơn lẻ sẽ không thể xóa bỏ loại thất nghiệp này.
Thất nghiệp theo mùa có thể được xem như là một loại thất nghiệp cơ cấu, vì nó là một loại thất nghiệp mà được liên kết với một số loại công việc (công trình xây dựng, công việc trang trại di cư). Hầu hết các đánh giá chính thức được trích dẫn về thất nghiệp xóa loại thất nghiệp này từ số liệu thống kê sử dụng các kỹ thuật "điều chỉnh theo mùa".
thất nghiệp cấu cũng có thể được khuyến khích tăng bởi tỷ lệ thất nghiệp chu kỳ liên tục: nếu một nền kinh tế có tổng cầu thấp lâu dài, nó làm cho nhiều người thất nghiệp trở nên làm nản lòng, khi kỹ năng của họ (gồm việc tìm kiếm kỹ năng) trở thành "lụt nghề" và lỗi thời. Vấn đề với nợ có thể dẫn đến vô gia cư và rơi vào vòng luẩn quẩn của nghèo đói. Điều này có nghĩa rằng họ có thể không phù hợp với các vị trí công việc được tạo ra khi kinh tế phục hồi. Hàm ý là nhu cầu cao được duy trì có thể làm giảm tỷ lệ thất nghiệp cơ cấu. Lý thuyết về sự kéo dài tình trạng thất nghiệp cơ cấu này đã được nhắc đến như một ví dụ về con đường phụ thuộc hoặc "trễ".

## Thảo luận
Một số nhà kinh tế thừa nhận rằng mức lương tối thiểu là một phần để đổ lỗi cho thất nghiệp cơ cấu, mặc dù tỷ lệ thất nghiệp cơ cấu tồn tại ngay cả trong trường hợp không có một mức lương tối thiểu. Họ khẳng định rằng vì mức lương tối thiểu do chính phủ áp đặt cao hơn so với sản phẩm doanh thu cận biên một số cá nhân trong bất kỳ công việc nào, rằng những người bị thất nghiệp vì người sử dụng lao động một cách hợp pháp không thể trả đúng cho giá trị của họ. Những người khác tin rằng trong vài trường hợp(ví dụ, khi một người có khiếm khuyết trí tuệ hoặc bị suy nhược thể chất), nó là trách nhiệm của nhà nước để cung cấp cho các công dân trong câu hỏi. Khi mức lương tối thiểu không tồn tại, nhiều người có thể được thuê, nhưng họ có thể bán thất nghiệp và do đó không thể cung cấp đầy đủ cho bản thân.